# Associazione Calcio Padova 1932-1933
Questa voce raccoglie le informazioni riguardanti l'Associazione Calcio Padova nelle competizioni ufficiali della stagione 1932-1933.

## Rosa
| N. |                   | Ruolo | Calciatore          |
| -- | ----------------- | ----- | ------------------- |
|    | Italia (bandiera) | P     | Gino Ambrosio       |
|    | Italia (bandiera) | P     | Ugo Amoretti        |
|    | Italia (bandiera) | P     | Delfo Ferrato       |
|    | Italia (bandiera) | D     | Emilio Bergamini    |
|    | Italia (bandiera) | D     | Gino Callegari      |
|    | Italia (bandiera) | D     | Giordano Corsi      |
|    | Italia (bandiera) | D     | Umberto Favero      |
|    | Italia (bandiera) | D     | Alfredo Foni        |
|    | Italia (bandiera) | D     | Guido Scanferla     |
|    | Italia (bandiera) | C     | Giuseppe Baldo      |
|    | Italia (bandiera) | C     | Giovanni Battistoni |

| N. |                   | Ruolo | Calciatore         |
| -- | ----------------- | ----- | ------------------ |
|    | Italia (bandiera) | C     | Gioacchino Bettini |
|    | Italia (bandiera) | C     | Aldo Spivach       |
|    | Italia (bandiera) | A     | Gino Bolognese     |
|    | Italia (bandiera) | A     | Gastone Boni       |
|    | Italia (bandiera) | A     | Federico Busini    |
|    | Italia (bandiera) | A     | Luigi Cortivo      |
|    | Italia (bandiera) | A     | Annibale Frossi    |
|    | Italia (bandiera) | A     | Gastone Gamba      |
|    | Italia (bandiera) | A     | Bruno Geremia      |
|    | Italia (bandiera) | D     | Mario Perazzolo    |
|    | Italia (bandiera) | A     | Mariano Tansini    |

## Risultati

### Serie A

#### Girone di andata
| Padova 18 settembre 1932 1ª giornata | Padova           | 0 – 0 | Bologna | Stadio Silvio Appiani\| Arbitro: \| Mazzarini (Roma) \| |
| Arbitro:                             | Mazzarini (Roma) |       |         |                                                         |

| Arbitro: | Dall'Era (Brescia) |

|                              |           |             |
| Cesarini 16’ 28’ Ferrari 67’ | Marcatori | 48’ Spivach |

| Arbitro: | Ciamberlini (Sampierdarena) |

|                       |           |              |
| Tansini 25’ Corsi 49’ | Marcatori | 52’ Magnozzi |

| Arbitro: | Caironi (Milano) |

|                            |           |  |
| Spivach 20’ 59’ Frossi 68’ | Marcatori |  |

| Arbitro: | Barlassina (Novara) |

|                |           |             |
| Costantino 86’ | Marcatori | 69’ Tansini |

| Arbitro: | U. Gama (Milano) |

|                           |           |                 |
| Spivach 20’ Bergamini 85’ | Marcatori | Vojak I 49’ 70’ |

| Arbitro: | Dani (Genova) |

|            |           |  |
| Masera 23’ | Marcatori |  |

| Arbitro: | Dattilo (Roma) |

|                                  |           |             |
| Beltaro 32 aut.’ Lanino 61 aut.’ | Marcatori | 67’ Cerutti |

| Arbitro: | Guarnieri (Milano) |

|                            |           |                                |
| Petrone 36 rig.’ Sarni 83’ | Marcatori | 21 rig.’ Tansini 60’ Perazzolo |

| Arbitro: | Scorzoni (Bologna) |

|                               |           |  |
| Bettini I 39’ 73’ Spivach 89’ | Marcatori |  |

| Arbitro: | Beretta (Novi Ligure) |

|                                 |           |                   |
| Levratto 7’ Meazza 58 rig.’ 65’ | Marcatori | 42’ 80’ Bettini I |

| Arbitro: | Gianni (Pisa) |

|              |           |  |
| Bodini I 33’ | Marcatori |  |

| Arbitro: | Sassi (Roma) |

|                          |           |              |
| Spivach 2’ Perazzolo 81’ | Marcatori | 36’ Marchina |

| Trieste 15 gennaio 1933 14ª giornata | Triestina                  | 0 – 0 | Padova | Stadio Giuseppe Grezar\| Arbitro: \| Mattea (Casale Monferrato) \| |
| Arbitro:                             | Mattea (Casale Monferrato) |       |        |                                                                    |

| Arbitro: | Caironi (Milano) |

|             |           |              |
| Spivach 59’ | Marcatori | 20’ Bisigato |

| Arbitro: | Beraldi (Oneglia) |

|                  |           |             |
| Bettini I 1’ 24’ | Marcatori | 51’ Celoria |

| Arbitro: | Rovero (Voghera) |

|                                         |           |                           |
| Rosetti 4’ Busoni 49’ 82’ Monti III 79’ | Marcatori | 45’ Bettini 85’ Perazzolo |

#### Girone di ritorno
| Arbitro: | Bartolini (Pisa) |

|              |           |  |
| Schiavio 36’ | Marcatori |  |

| Arbitro: | Melandri (Genova) |

|             |           |             |
| Spivach 51’ | Marcatori | 83’ Ferrari |

| Arbitro: | Gonani (Ravenna) |

|                                                          |           |                                |
| Magnozzi 44’ 83’ Kossovel 47’ Moretti 51’ 57’ Romani 85’ | Marcatori | 56’ Tansini 88 aut.’ Bonizzoni |

| Arbitro: | U. Gama (Milano) |

|            |           |           |
| Esposto 3’ | Marcatori | 58’ Baldo |

| Arbitro: | Caironi (Milano) |

|             |           |                  |
| Spivach 15’ | Marcatori | 90+2’ Bernardini |

| Arbitro: | Melandri (Genova) |

|             |           |           |
| Vojak I 15’ | Marcatori | 75’ Corsi |

| Arbitro: | Mastellari (Bologna) |

|                                                    |           |            |
| Bettini I 13’ Baldo 39’ Busini I 79’ Perazzolo 83’ | Marcatori | 70’ Loetti |

| Arbitro: | Scorzoni (Bologna) |

|                                              |           |               |
| Zanello 9 rig.’ Santagostino 15’ Cerutti 65’ | Marcatori | 17’ Bettini I |

| Arbitro: | Mazzarini (Roma) |

|             |           |             |
| Geremia 50’ | Marcatori | 65’ Borel I |

| Arbitro: | Beraldi (Imperia) |

|                                         |           |  |
| Scarone 2’ Carlo Radice 34’ Ruffino 65’ | Marcatori |  |

| Arbitro: | Mattea (Casale Monferrato) |

|               |           |               |
| Perazzolo 19’ | Marcatori | 10’ Demaria I |

| Arbitro: | Bevilacqua (Viareggio) |

|             |           |                |
| Tansini 14’ | Marcatori | 6’ 76’ Ferrero |

| Arbitro: | Corradini (Bologna) |

|                                        |           |                |
| Notti 15’ 60’ Borelli 16’ Lombardo 47’ | Marcatori | 56’ Battistoni |

| Arbitro: | Barlassina (Novara) |

|  |           |                |
|  | Marcatori | De Manzano 10’ |

| Arbitro: | Gianni (Pisa) |

|                                            |           |  |
| Bisigato 22’ Guarisi 34’ 35’ Fantoni I 43’ | Marcatori |  |

| Arbitro: | Mazzarini (Roma) |

|                |           |  |
| Schiavetta 28’ | Marcatori |  |

| Arbitro: | Dall'Era (Brescia) |

|                               |           |            |
| Perazzolo 10’ 14’ Tansini 63’ | Marcatori | 82’ Busoni |

## Statistiche

### Statistiche di squadra
| Competizione | Punti | In casa | In casa | In casa | In casa | In casa | In casa | In trasferta | In trasferta | In trasferta | In trasferta | In trasferta | In trasferta | Totale | Totale | Totale | Totale | Totale | Totale | DR  |
| Competizione | Punti | G       | V       | N       | P       | Gf      | Gs      | G            | V            | N            | P            | Gf           | Gs           | G      | V      | N      | P      | Gf     | Gs     | DR  |
| ------------ | ----- | ------- | ------- | ------- | ------- | ------- | ------- | ------------ | ------------ | ------------ | ------------ | ------------ | ------------ | ------ | ------ | ------ | ------ | ------ | ------ | --- |
| Serie A      | 28    | 17      | 8       | 7       | 2       | 29      | 16      | 17           | 0            | 5            | 12           | 14           | 39           | 34     | 8      | 12     | 14     | 43     | 55     | -12 |

### Statistiche dei giocatori
| Giocatore     | Serie A  | Serie A |
| Giocatore     | Presenze | Reti    |
| ------------- | -------- | ------- |
| G. Ambrosio   | 4        | -8      |
| U. Amoretti   | 28       | -45     |
| G. Baldo      | 12       | 2       |
| G. Battistoni | 33       | 0       |
| E. Bergamini  | 32       | 1       |
| G. Bettini    | 29       | 9       |
| G. Bolognese  | 7        | 0       |
| G. Boni       | 2        | 0       |
| F. Busini     | 8        | 1       |
| G. Callegari  | 23       | 0       |
| G. Corsi      | 34       | 2       |
| U. Favero     | 3        | 0       |
| D. Ferrato    | 2        | -2      |
| A. Foni       | 34       | 1       |
| A. Frossi     | 17       | 1       |
| G. Gamba      | 2        | 0       |
| B. Geremia    | 3        | 1       |
| M. Perazzolo  | 34       | 7       |
| G. Scanferla  | 15       | 0       |
| A. Spivach    | 20       | 9       |
| M. Tansini    | 32       | 6       |